# Retrato de Hieronymus Holzschuher
El Retrato de Hieronymus Holzschuher es un óleo sobre tabla de tilo de 48 x 36 cm de Alberto Durero, rubricado y datado en 1526, y conservado en la Gemäldegalerie de Berlín. Arriba a la izquierda se lee la inscripción HIERONIMOS HOLTZSHVER AÑO DO[ME]NI 1526 ETATIS SVE 57. 

## Historia
La obra se ejecutó en Núremberg, el mismo año que el pintor retrató también a Johann Kleberger y Jakob Muffel. Hieronymus Holzschuher era un patricio nuremburgués, senador y septemviro de la ciudad, nacido en una familia noble y de alto rango.
Las análogas dimensiones de la tabla de Jakob Muffel sugieren que las dos obras hubieran sido pintadas para alguna ocasión oficial y expuestas en una sala pública del municipio ciudadano. 
El retrato fue propiedad de la familia hasta 1884. La ausencia de repintes, malas limpiezas o restauraciones inadecuadas, ha determinado su perfecto estado de conservación, con una increíble legilibilidad de todos los detalles que Durero cuidaba minuciosamente, como la perfecta carnación y la barba blanca pintada pelo a pelo.

## Descripción y estilo
El protagonista aparece de medio busto y tres cuartos girado hacia la izquierda con los ojos mirando hacia el espectador, sobre un fondo neutro, de color gris azulado. El carácter oficial de la obra está subrayado por el corte estatuario y el plano cercano.
Viste un manto oscuro con amplia vuelta de piel y muestra una mirada orgullosa y confiada, a diferencia de la desprendida y perdida en el vacío de Jakob Muffel: este contraste ciertamente era deseado porque Durero conocía bien a ambos hombres, sus conciudadanos, y además eran amigos entre sí. 
La exactitud en la ejecución de los detalles no compromete sin embargo el vigor del conjunto, ni la energía psicológica que caracteriza a la figura.
Sobre el resto de la tabla se encuentran los escudos de las familias Holzschuher y Münzer dentro de una elaborada composición heráldica entre dos ramas de laurel, según las costumbres de la época. 